# Военно-воздушные силы Либерии
Военно-воздушные силы Либерии (англ. Liberian Air Force) — это вид войск вооруженных сил Республики Либерия. Их история начинается c создания ополчения, сформированного первыми темнокожими колонистами на территории нынешней Либерии. В 1908 году это ополчение было преобразовано в Либерийские пограничные силы, а в 1956 году получило своё нынешнее название.
На протяжении почти всей своей истории ВВС Либерии получали значительную материальную и учебную помощь от Соединенных Штатов Америки.
За этот период ВВС Либерии значительно расширили свой потенциал и стали важным компонентом вооружённых сил страны.

## История
На протяжении холодной войны АФЛ практически не участвовала в боевых действиях, за исключением усиленной группы компаний, которая была направлена в ОНУК в Демократической Республике Конго в 1960-х годах. Это изменилось с началом Первой гражданской войны в Либерии в 1989 году. АФЛ оказалась вовлеченной в конфликт, который длился с 1989 по 1996–1997 годы, а затем во Вторую гражданскую войну в Либерии, которая продолжалась с 1999 по 2003 год.

### Второй гражданский конфликт
После прихода к власти Самуэля Доэ в 1989 году, Чарльз Тейлор организовал Национальный патриотический фронт освобождения Либерии (НПФОЛ). Основу боевого крыла составили 150 человек, прошедших подготовку в Ливии и Буркина-Фасо. Оружие поставлял «братский вождь» и лидер революции Социалистической Народной Ливийской Арабской Джамахирии Каддафи. Фронт опирался на племя нимбо, и вскоре борьба приняла массовый и непримиримый характер.
Либерийские вооруженные силы обзавелись небольшим авиационным компонентом в 1976 году в виде эскадрильи воздушной разведки. На вооружение поступили два самолета C-47, а также несколько самолётов «Cessna» различных моделей — 337, 185, 172 и 207. Из-за слабой экономики пополнение парка шло медленно — так, только в 1986 году удалось купить два самолета «Cessna» «Караван» (однако одна машина разбилась в январе 1987 года). Таким образом, на момент начала гражданской войны на вооружении находилось два DHC-4 «Карибу», два C-47, четыре «Арава», одна «Cessna» «Караван», четыре «Cessna» 337G, одна «Cessna» 185 и три «Cessna» 172. Вся техника базировалась в столичном аэропорту Монровии. Такие небольшие силы использовались исключительно для транспортных перевозок и связи. Поэтому с начала войны их стали спешно переоборудовать для выполнения бомбардировочных функций, однако в операциях их практически не использовали.

## Техника и вооружение
| Тип         | Производство   | Назначение            | Количество |
| Самолёты    | Самолёты       | Самолёты              | Самолёты   |
| ----------- | -------------- | --------------------- | ---------- |
| DHC-4       | Канада         | Транспорт             | 2          |
| Cessna 208  | США            | Транспорт             | 1          |
| Boeing 707  | США            | Транспорт             | 1          |
| Boeing 727  | США            | Транспорт             | 1          |
| BAC 1-11    | Великобритания | Транспорт             | 1          |
| Cessna 150K | США            | Транспорт             | 1          |
| Cessna 180  | США            | Транспорт             | 1          |
| Cessna 206  | США            | Транспорт             | 2          |
| Вертолёты   |                |                       |            |
| Ми-24       | СССР           | Многоцелевой вертолёт | 1          |
| Ми-2        | Польша         | Транспортный вертолёт | 1          |